# ヘンリー・ライス

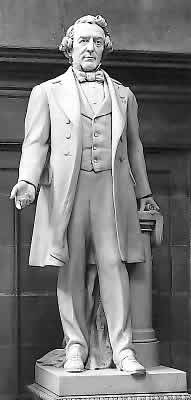
ヘンリー・ライスの大理石像

ヘンリー・モウアー・ライス（英: Henry Mower Rice、1816年11月29日-1894年1月15日）は、アメリカ合衆国の政治家であり、ミネソタ州選出のアメリカ合衆国上院議員である。

## 初期の経歴
ライスは1816年11月29日にバーモント州ウェイツフィールドで生まれた。ライスがまだ幼いときに父が死んだために友人と生活した。初等教育を終えた後は、2年間法律を勉強した。18歳のときにミシガン州デトロイトに移転し、スペリオル湖とヒューロン湖の間、スーセントマリーの早瀬付近で運河の経路を測量する仕事に参加した。1839年、現在のミネソタ州ミネアポリスに近いスネリング砦で仕事に就いた。その後ホーチャンク族やチペワ族インディアンとの毛皮交易業者となり、著名で影響力ある地位を確保した。ライスはインディアンに信用され、1847年にはアメリカ合衆国がオジブワ族インディアンと条約を交渉するときの主導者になった。

## 政歴
ライスはミネソタ準州を設立する為のロビー活動を行い、1853年3月4日から1857年3月3日までアメリカ合衆国議会（第33期と第34期）に準州から派遣される代議員を務めた。ミネソタを州に昇格させるためにライスが起草したミネソタ州権限付与法が1857年2月26日にアメリカ合衆国議会で成立した。1858年、ライスは民主党員としてアメリカ合衆国上院議員に選出された。ライスは1858年5月11日のミネソタ州昇格から1863年3月3日まで上院議員を務めた。この期間はアメリカ合衆国議会第35期から第37期に相当する。1862年の再選のときには候補者にならなかった。1865年のミネソタ州知事選挙に出馬したが落選した。
ライスは1851年から1859年までミネソタ大学理事会の理事を務め、またミネソタ歴史協会の会長を務めた。1887年から1888年にはアメリカ合衆国コミッショナーとしてインディアンとの条約交渉を続けた。ライスはテキサス州サンアントニオを訪れていた1894年1月15日に死去した。

## 遺産
1916年、ミネソタ州は州に割り当てられた2体の彫像の1つとして、ワシントンD.C.アメリカ合衆国議会議事堂の国立彫像ホール・コレクションにライスの大理石像を寄贈した。ミネソタ州ライス郡はライスに因んで名付けられた。ライスの弟エドマンド・ライスはアメリカ合衆国下院議員を務めた。

## 祖先
ライスの6代前の先祖は移民のエドマンド・ライスである。その家系は以下の通りである。
- ヘンリー・モウアー・ライスは
  - エドマンド・ライス（1784年3月26日 – 1829年5月27日)の息子であり、エドマンド・ライスは 
    - ジェデディア・ライス（1755年4月2日-?)の息子であり、ジェデディア・ライスは
      - アッシャー・ライス（1694年7月6日 – 1773年8月20日)の息子であり、アッシャー・ライスは
        - トマス・ライス（1654年6月30日 – 1747年)の息子であり、トマス・ライスは
          - トマス・ライス（1626年1月26日 – 1682年)の息子であり、トマス・ライスは
            - エドマンド・ライス(1594年 – 1663年5月3日)の息子である。